# The App
The App è un film italiano del 2019, diretto da Elisa Fuksas.

## Trama
Niccolò, un giovane attore di successo, scarica per gioco un'app di incontri chiamata "Noi". Inizia come un esperimento, ma presto diventa un'ossessione che lo spinge a trascurare la sua vita reale e la sua relazione con Eva. La sua dipendenza dalla app lo porta a perdere tutto ciò che aveva, mostrandoci i pericoli della tecnologia e della ricerca dell'amore online.

## Distribuzione
Il film è stato distribuito globalmente sulla piattaforma Netflix il 26 dicembre 2019.